# Alex Da Silva (voetballer)
Alexandre Afonso Da Silva (Uberlandia, 15 augustus 1983) is een Braziliaanse profvoetballer die doorgaans als offensieve middenvelder speelt.
Alex begon zijn carrière in zijn thuisland, Brazilië. Vanaf zijn veertiende speelde hij bij Mirassol, Santos en Marilia. Zijn doortocht bij RC Genk en FC Brussels bracht niet het verhoopte succes. Bij Sint-Truidense VV, waar hij in 2009 speelde, werd hij een van de sterkhouders..
Eind 2009 werd zijn contract in onderling overleg stopgezet. Wegens familiale problemen keerde Da Silva terug naar zijn geboorteland Brazilië. Hij ging er spelen bij Oeste FC. Nadat de problemen opgelost waren trok hij terug naar Europa, waar hij tekende voor Enosis Neon Paralimni. Na één seizoen transfereerde hij in juli 2011 naar Omonia Nicosia. Deze club ruilde hij na een half jaar in voor AEK Larnaca. Op het einde van het seizoen kreeg hij de trofee voor beste buitenlandse speler en de trofee voor beste aanvallende middenvelder. Alex verlengde op aanraden van zijn manager zijn contract niet, maar tekende bij Metallurg Donetsk. Dit contract eindigde in mei 2015. Omdat de oorlogssituatie in Oekraïne niet verbeterde, koos Da Silva ervoor om zijn contract niet te verlengen bij Metallurg Donetsk. Op 5 juni 2015 ondertekende hij een driejarig contract bij Apollon Limasol.
Op het einde van het seizoen 2016-2017 ontving Alex opnieuw de trofeeën voor beste buitenlandse speler en beste middenvelder.
Op donderdag 16 mei 2019, tijdens het Cypriotisch voetbalgala, ontving Alex de beker van 3de mooiste goal van het seizoen 2018-2019.
Op 22 mei 2019 heeft AEL Limassol de Cup gewonnen van Nicosia Apoel met 0-2.
In augustus 2019 heeft Alex beslist te stoppen met professioneel voetbal.

## Statistieken
| seizoen | club                         | land     | competitie         | wed. | goals |
| ------- | ---------------------------- | -------- | ------------------ | ---- | ----- |
| 2005/06 | Marília AC                   | Brazilië |                    | 7    | 2     |
| 2006    | → Santos FC (huur)           | Brazilië | Série A            | 1    | 0     |
| 2006/09 | KRC Genk                     | België   | Eerste klasse      | 50   | 3     |
| 2009    | FC Brussels (uitgeleend)     | België   | Tweede klasse      | 11   | 0     |
| 2009    | Sint-Truiden VV              | België   | Eerste klasse      | 16   | 1     |
| 2010    | Oeste FC                     | Brazilië |                    | -    | -     |
| 2010/11 | Enosis Neon Paralimni        | Cyprus   | A Divizion         | 30   | 6     |
| 2011/12 | Omonia Nicosia               | Cyprus   | A Divizion         | 14   | 2     |
| 2012/13 | AEK Larnaca                  | Cyprus   | A Divizion         | 41   | 7     |
| 2013/14 | Metallurg Donetsk            | Oekraïne | Premjer Liha       | 24   | 2     |
| 2014/15 | Metallurg Donetsk            | Oekraïne | Premjer Liha       | 17   | 1     |
| 2015/16 | Apollon Limasol              | Cyprus   | A Divizion         | 31   | 8     |
| 2016/17 | Apollon Limasol              | Cyprus   | A Divizion         | 33   | 12    |
| 2017/18 | Apollon Limasol              | Cyprus   | A Divizion         | 26   | 4     |
| 2018/19 | AEL Limasol                  | Cyprus   | A Divizion         | 22   | 5     |
| 2020/21 | K. Kabouters F.C. Opglabbeek | België   | Tweede provinciale | /    | /     |
| 2021/22 | K. Kabouters F.C. Opglabbeek | België   | Tweede provinciale | /    | /     |
|         |                              |          | Totaal             | 323  | 53    |